# Michael Delura
Michael Delura (Gelsenkirchen, 1º luglio 1985) è un ex calciatore tedesco, di ruolo centrocampista.

## Carriera

### Club
In Bundesliga ha militato nel Schalke 04, Hannover 96 e Borussia M'gladbach.
Nella stagione 2003-2004 ha giocato 3 partite in Coppa UEFA con lo Schalke 04.

### Nazionale
In nazionale ha fatto tutta la trafila nelle giovanili tedesche fino all'Under 20. Gioca da titolare il Campionato mondiale di calcio Under-20 2005, dove viene eliminato ai quarti di finale dal Brasile.

## Palmarès

### Club

#### Competizioni internazionali
- Coppa Intertoto UEFA: 2

Schalke 04: 2003, 2004